# Abadía de Valle Crucis
La abadía de Valle Crucis (Valle de la Cruz) es una abadía cisterciense ubicada en Llantysilio en Denbighshire, Gales. Más formalmente, la Iglesia de la Abadía de la Santísima Virgen María, Valle Crucis, se conoce en galés como Abaty Glyn Egwestl y Abaty Glyn y Groes. La abadía fue construida en 1201 por Madog ap Gruffydd Maelor, Príncipe de Powys Fadog. Valle Crucis se disolvió en 1537 durante la disolución de los monasterios y posteriormente cayó en un grave deterioro. El edificio ahora es una ruina, aunque aún sobreviven grandes partes de la estructura original. La abadía de Valle Crucis está ahora bajo el cuidado de Cadw. La abadía recibió 5.690 visitantes en 2018.

## Historia

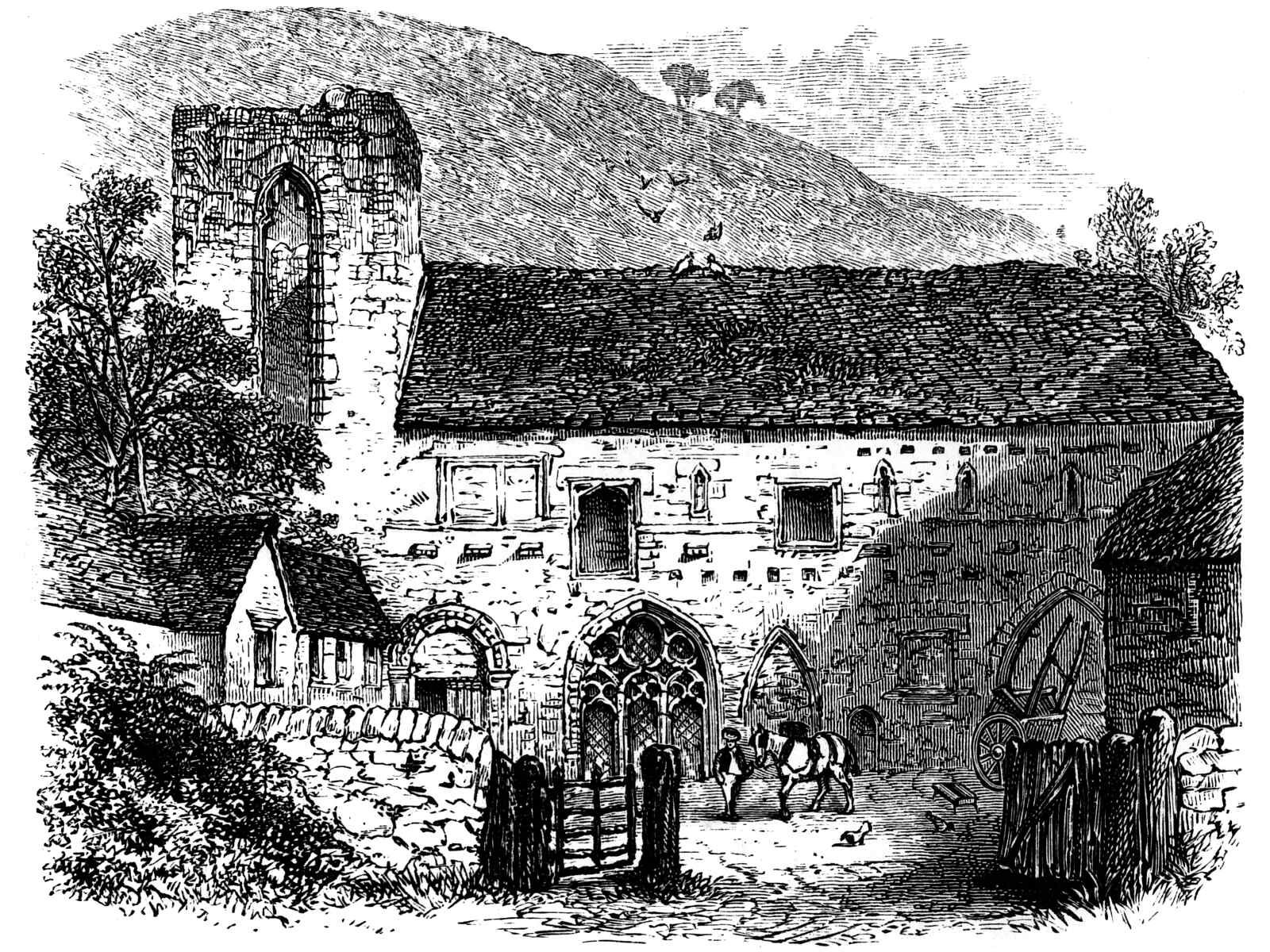
Dibujo de la abadía por Alfred Rimmer (1875)

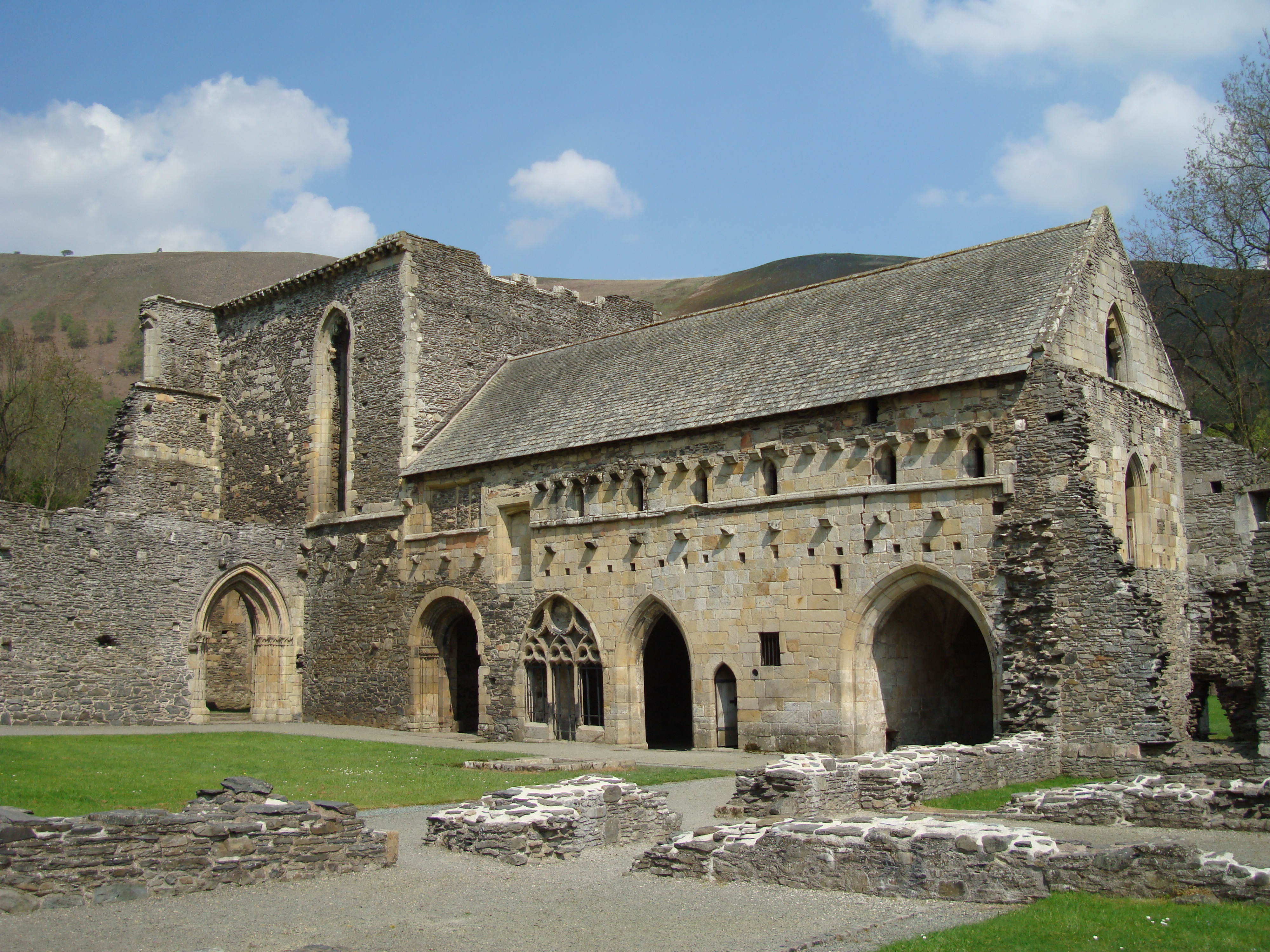
La sala capitular en la ala este; compárese con el dibujo de Rimmer más de un siglo antes

La abadía de Valle Crucis fue fundada en 1201 por Madog ap Gruffydd Maelor, y fue el último monasterio cisterciense que se construyó en Gales. Fundado en el principado de Powys Fadog, Valle Crucis era el centro espiritual de la región, mientras que Dinas Bran era el bastión político. La abadía tomó su nombre del cercano Pilar de Eliseg, que fue erigido cuatro siglos antes por Cyngen ap Cadell, rey de Powys, en memoria de su bisabuelo, Elisedd ap Gwylog.
El lugar en el que se levantó Valle Crucis se estableció originalmente como una colonia de doce monjes de la abadía de Strata Marcella, ubicada en la orilla occidental del río Severn cerca de Welshpool. Una estructura temporal de madera fue reemplazada por estructuras de piedra de escombros toscamente enfrentados. Se cree que la abadía terminada albergaba hasta unos sesenta hermanos, 20 monjes de coro y 40 miembros laicos que habrían llevado a cabo las tareas diarias, incluido el trabajo agrícola. Los números dentro de la iglesia fluctuaron a lo largo de su historia y los monjes y la abadía en sí se vieron amenazados por varios eventos políticos y religiosos. Se cree que la abadía estuvo involucrada en las guerras galesas de Eduardo I de Inglaterra durante el siglo XIII, y supuestamente resultó dañada en el levantamiento liderado por Owain Glyndŵr. Los números también cayeron después de que la Peste Negra devastó Gran Bretaña.
La fortuna de Valle Crucis mejoró durante el siglo XV y la abadía ganó reputación como lugar de hospitalidad. Varios poetas galeses importantes de la época pasaron un tiempo en la abadía, incluidos Gutun Owain, Tudur Aled y Guto'r Glyn. Guto'r Glyn pasó los últimos años de su vida en la abadía y fue enterrado en el lugar en 1493.
En 1537, Valle Crucis se disolvió, ya que no se consideró próspera en comparación con las abadías inglesas más ricas. Tras la disolución de los monasterios, el sitio se deterioró y el edificio fue entregado a Sir William Puckering en un contrato de arrendamiento de 21 años por Enrique VIII. El contrato de arrendamiento se renovó bajo el reinado del hijo de Enrique, Eduardo VI, en 1551, pero después de la muerte de Sir William en 1574, la propiedad pasó a su hija, Hestor. En 1575, Hestor se casó con Edward Wotton, primer barón Wotton, y el contrato de arrendamiento se extendió al barón Wotton en 1583 por Isabel I. A fines del siglo XVI, el ala oriental se convirtió en una casa solariega. Valle Crucis permaneció con la familia Wotton y fue heredado por el segundo barón Wotton, pero a su muerte pasó a Hestor Wotton, su tercera hija. Hestor se casó con Baptist Noel, tercer vizconde de Campden y la abadía pasó a ser propiedad de la familia, antes de ser vendida poco después cuando la propiedad fue embargada por el Parlamento en 1651. A fines del siglo XVIII, se volvió a techar el edificio que quedaba y el sitio se utilizó como granja, antes de que se realizaran excavaciones en la segunda mitad del siglo XIX. El sitio ahora está a cargo de Cadw y es una atracción abierta para visitantes. Está rodeado por un parque de caravanas, que ocupa campos en tres lados y se extiende hasta los muros exteriores de las ruinas.

## Diseño arquitectónico

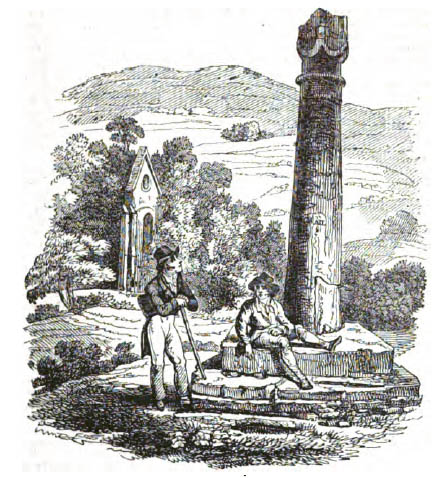
Grabado tomado del Table-book de Hone, que muestra el Pilar de Eliseg con la pared frontal oeste de la Abadía de Valle Crucis al fondo

La abadía de Valle Crucis constaba de la iglesia más varios edificios contiguos que encerraban un patio cuadrado. La iglesia en sí corría de oeste a este en el estilo cruciforme tradicional. Hoy en día, gran parte de la iglesia original está en ruinas, aunque sobrevive la pared frontal del extremo oeste, incluida la mampostería del rosetón, y gran parte del extremo este. En el siglo XIV, la iglesia estaba efectivamente dividida por un púlpito a lo largo de la nave. Los hermanos legos rendían culto ante un altar frente al púlpito, y los monjes del coro ante el altar mayor o capillas laterales.
Las dependencias, incluida la contigua ala este, que sobrevive principalmente intacta, y el ala oeste, que albergaba el refectorio de los hermanos laicos, pero ahora está demolida. Completando los cuatro lados del patio interior estaba el refectorio sur y la cocina, que daban a la iglesia; estos dos edificios también son ahora ruinas, y solo quedan las piedras de los cimientos. Las alas este y oeste albergaban los claustros, y el ala este también conducía a la estructura final, los alojamientos del abad que se establecieron entre el rango y la iglesia, pero fuera del patio. El sitio también alberga el único estanque de peces monástico que queda en Gales, pero sufrió una remodelación como un estanque reflectante en el siglo XVIII.
Además del muro frontal del extremo oeste, extensas partes del extremo este de las estructuras sobreviven hasta el día de hoy. Los muros del presbiterio, la parte sur del crucero, el rango este del claustro junto con la sala capitular y la sacristía y la parte inferior del retablo se conservan prácticamente intactos.  En 1870, George Gilbert Scott restauró el muro del extremo oeste.

## Galería

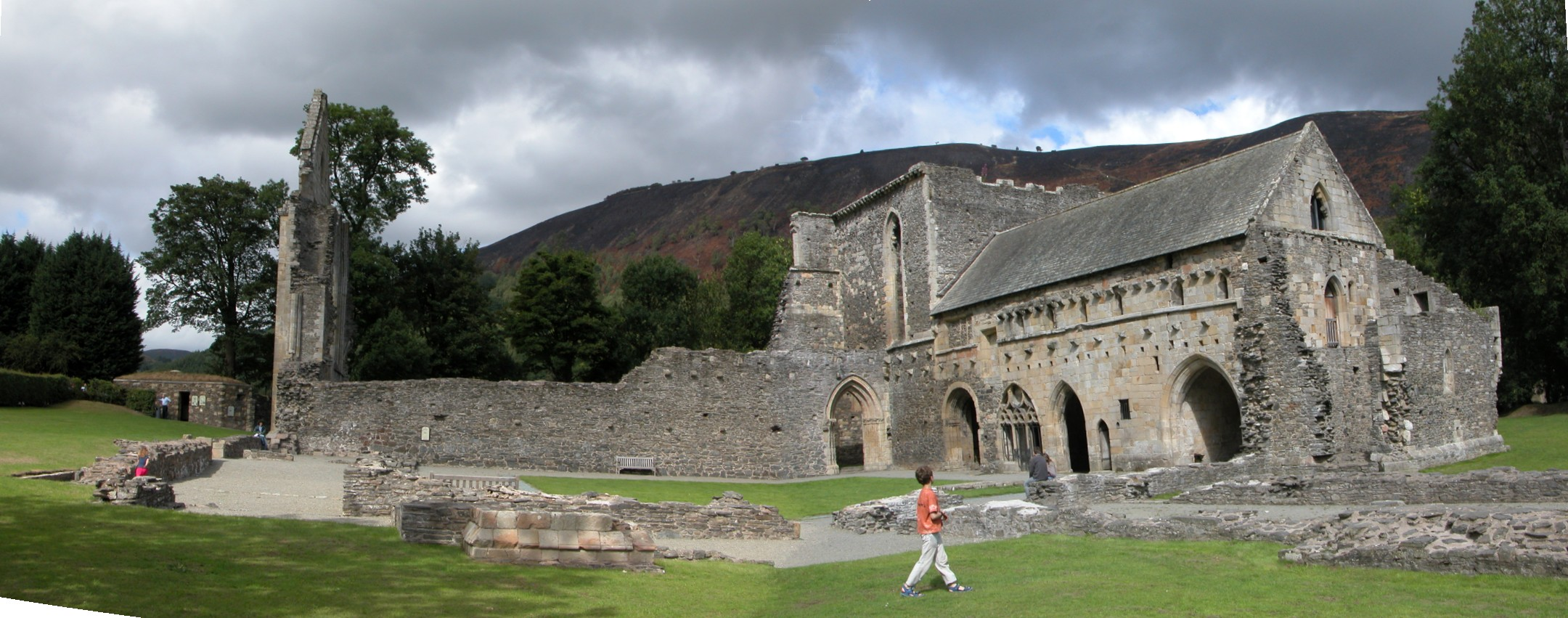
Panorama de la Abadía de Valle Crucis
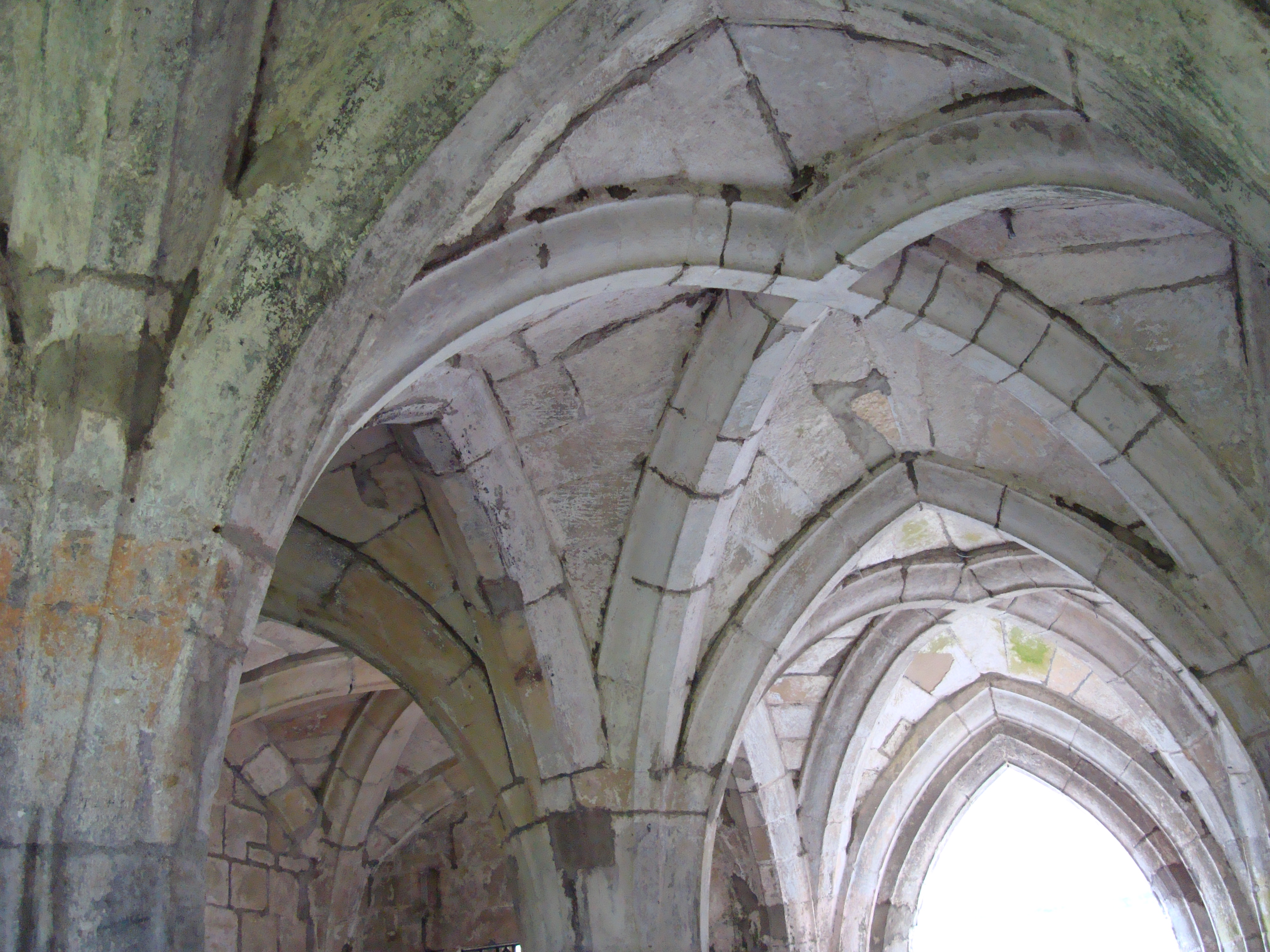
Bóveda de la Sala Capitular
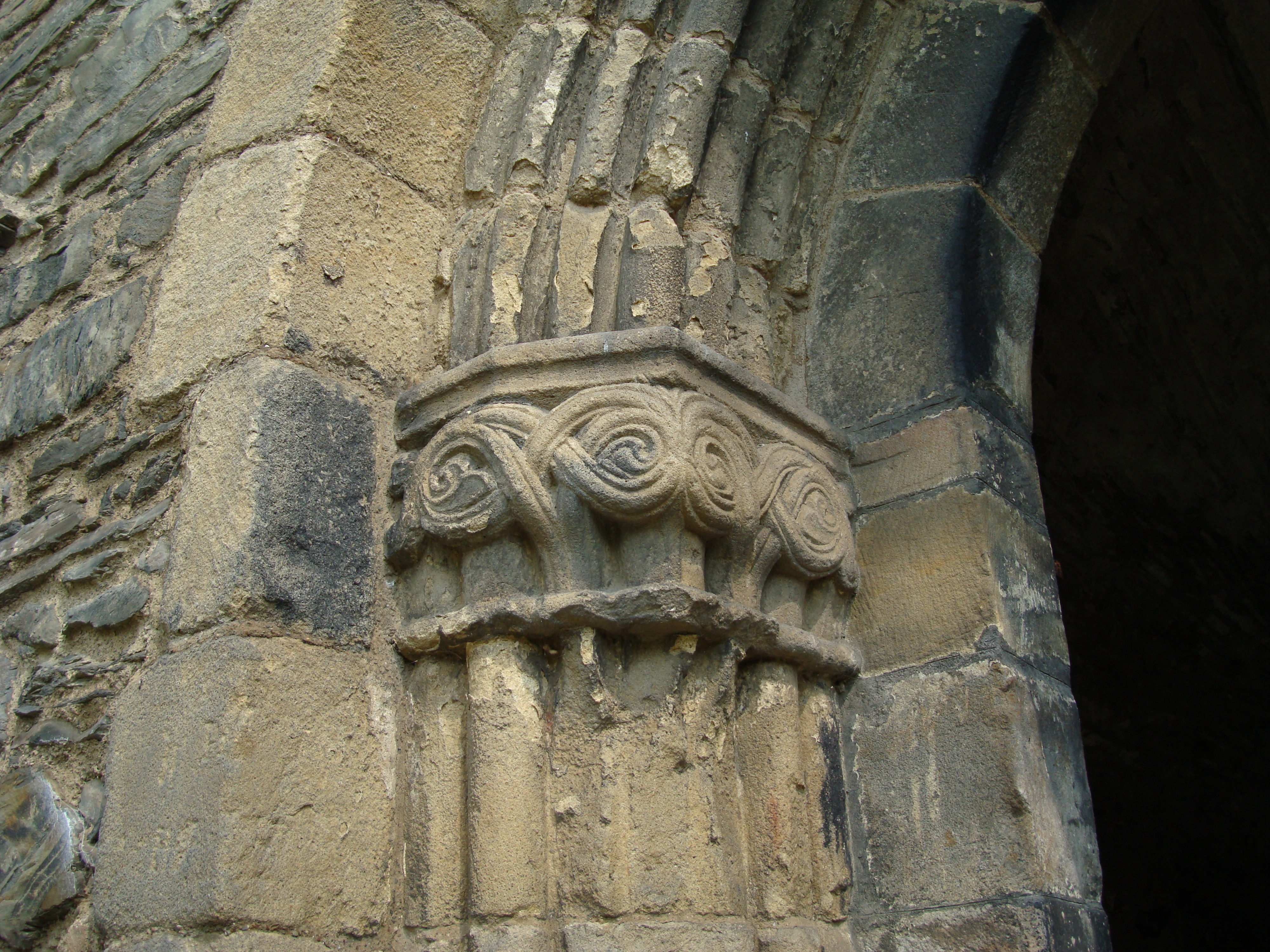
Detalle de ménsulas
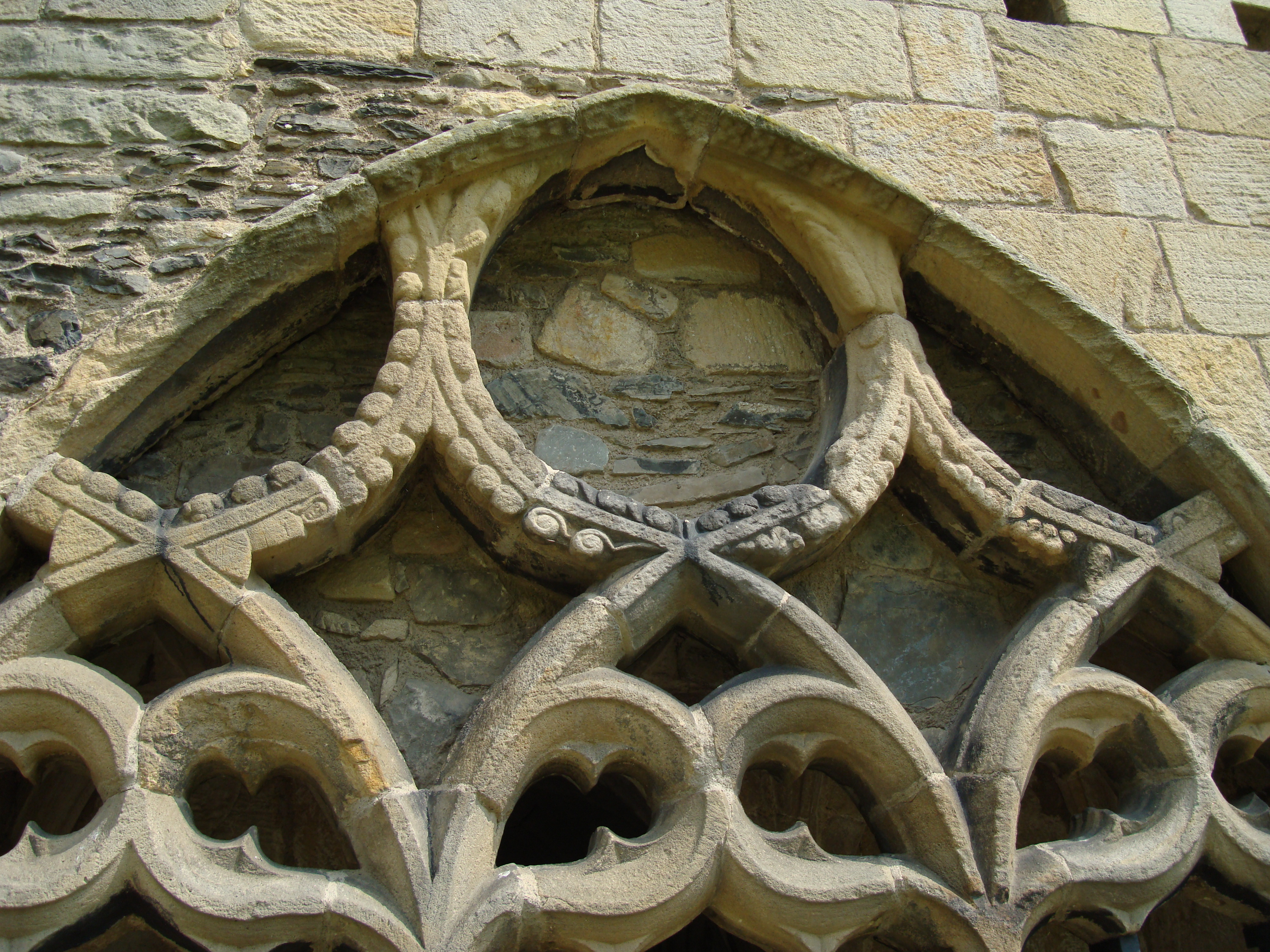
Detalle de tracería
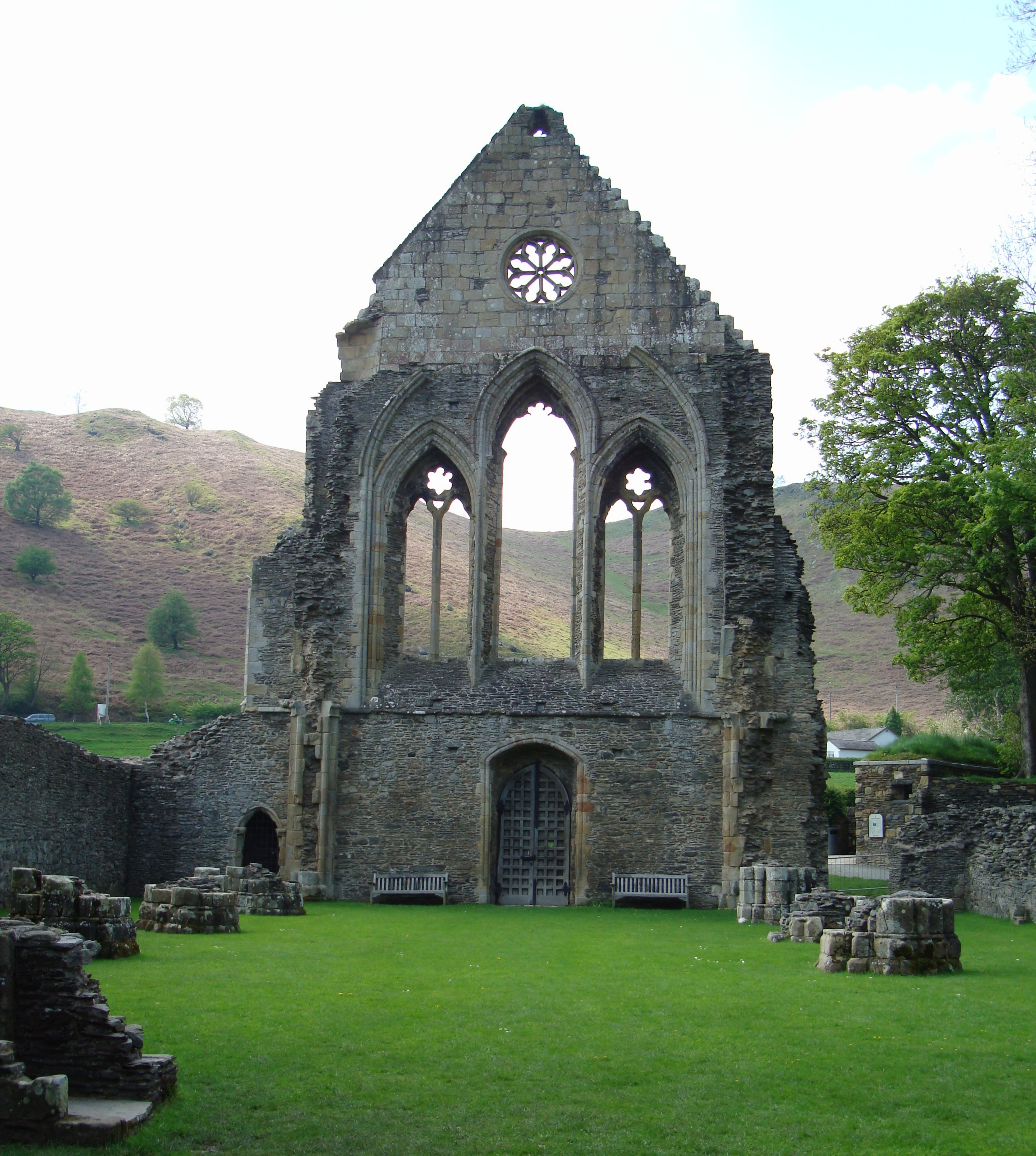
Interior de la iglesia de la abadía
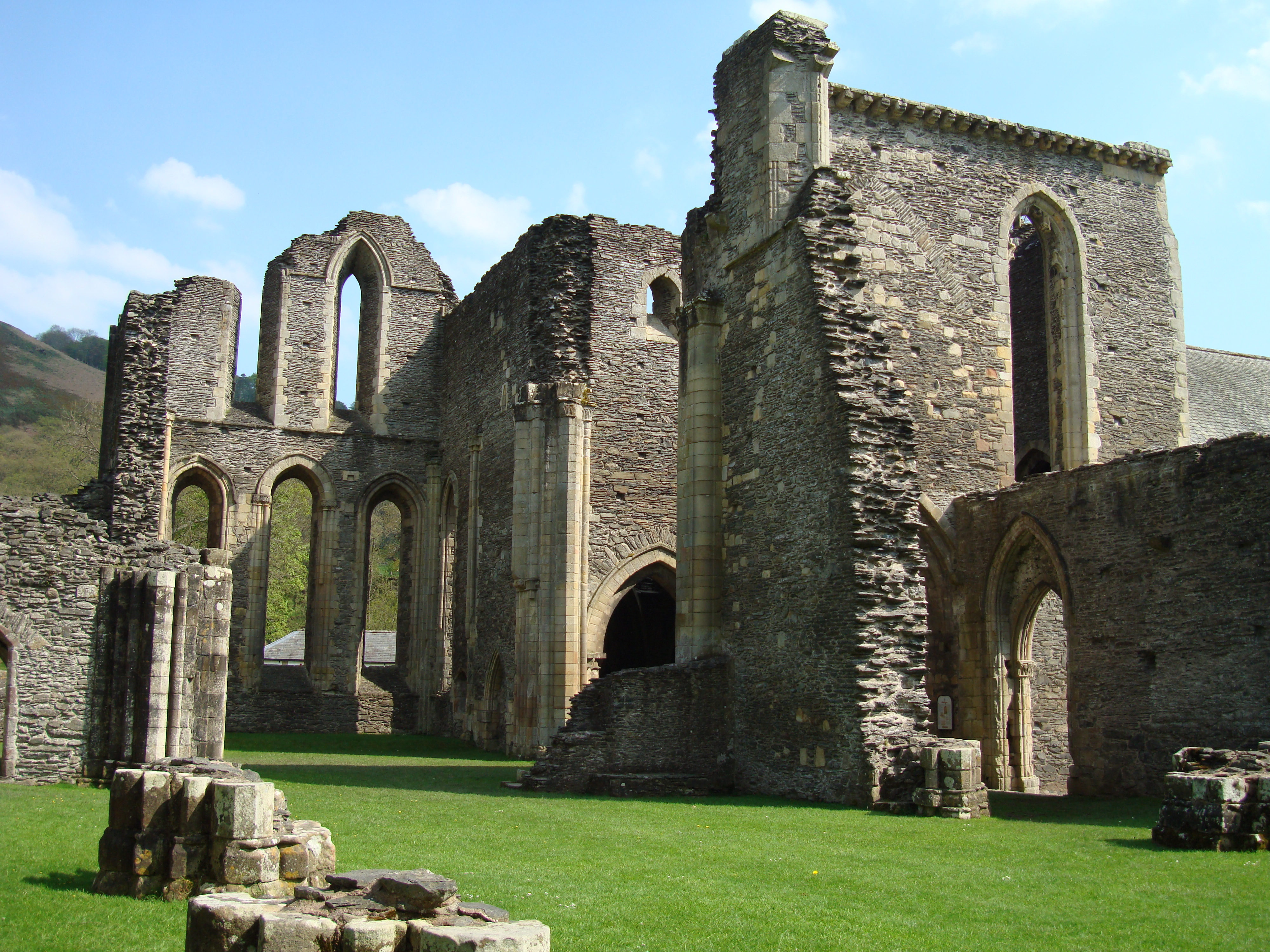
Transepto sur y parte del púlpito en el centro.
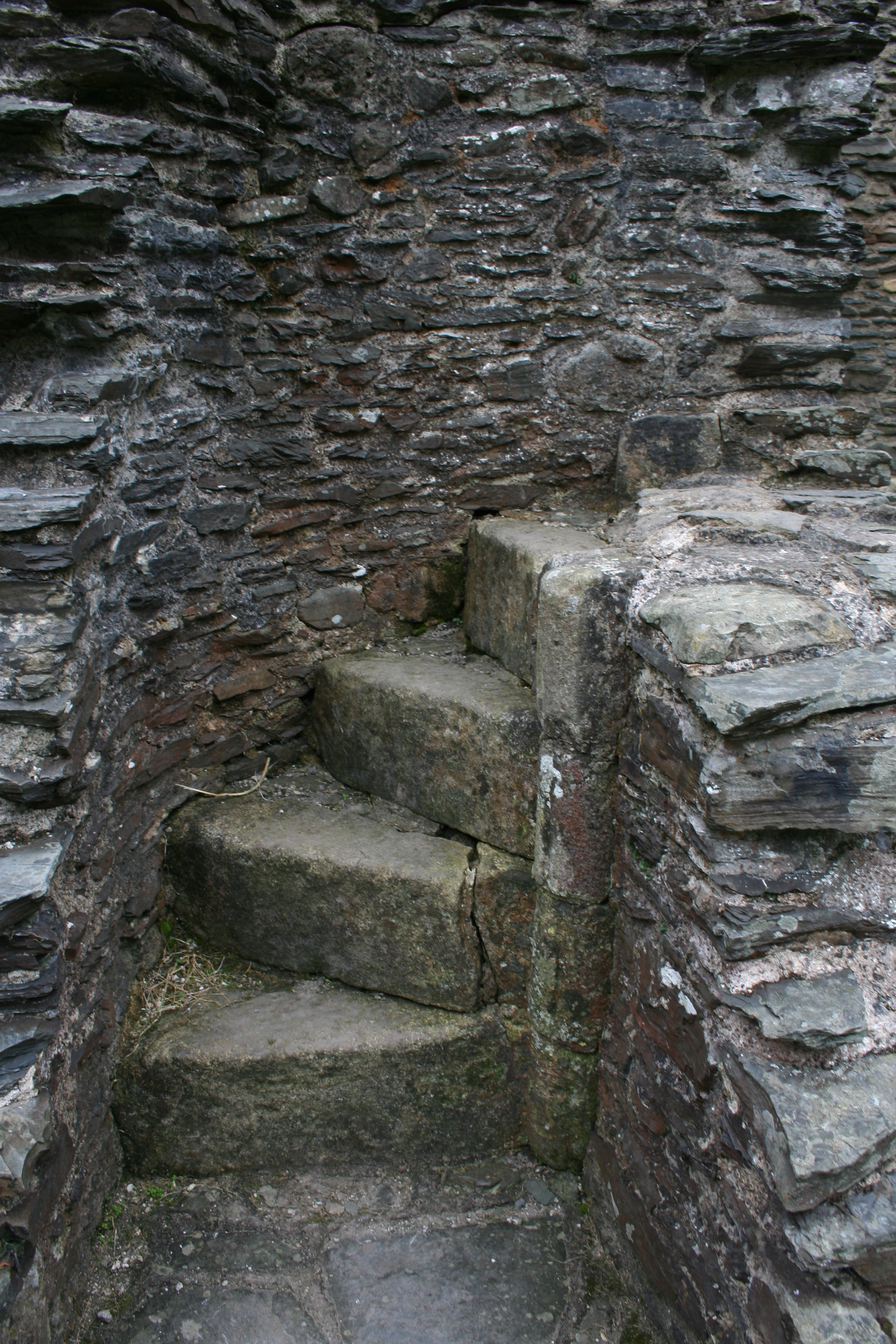
Escaleras al lado del púlpito altomedieval.
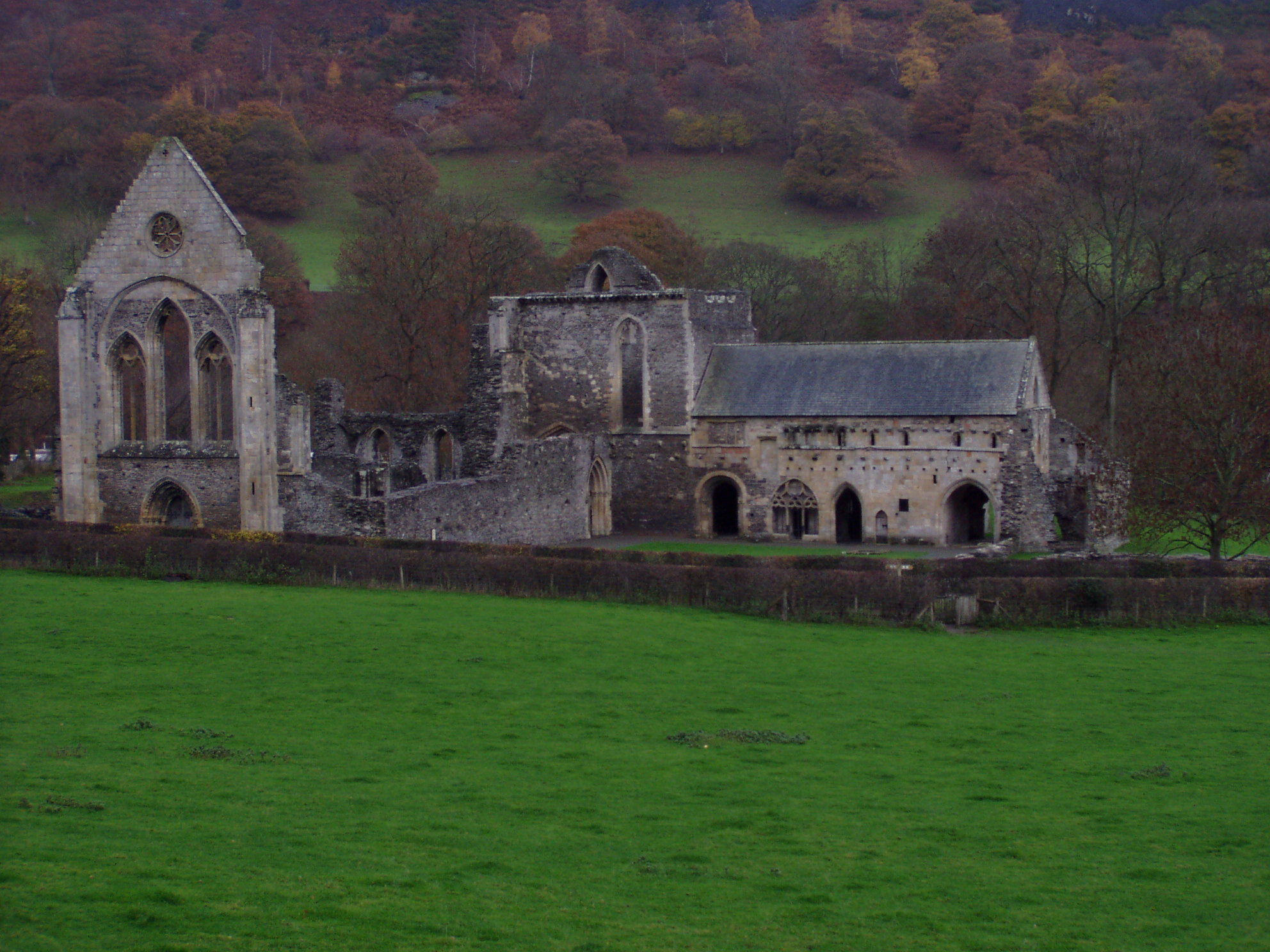
Vista general.
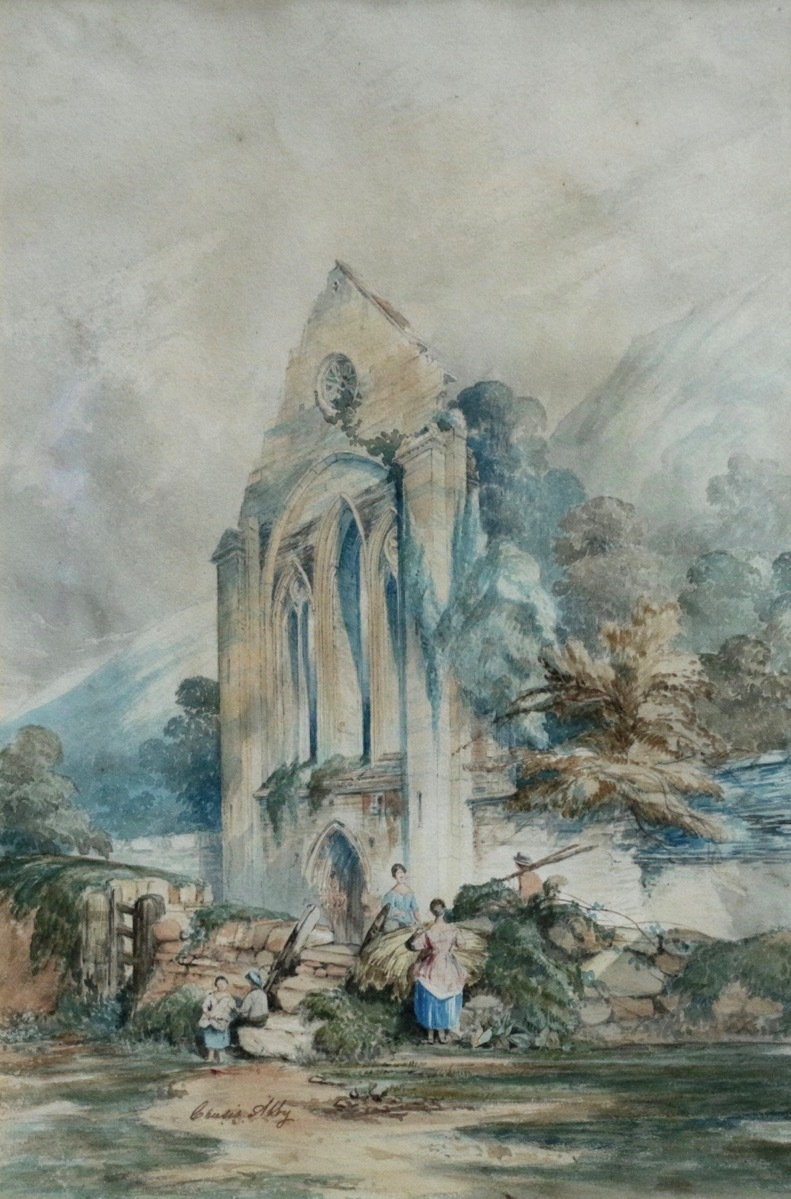
Abadía de Valle Crucis, acuarela de principios del siglo XIX.
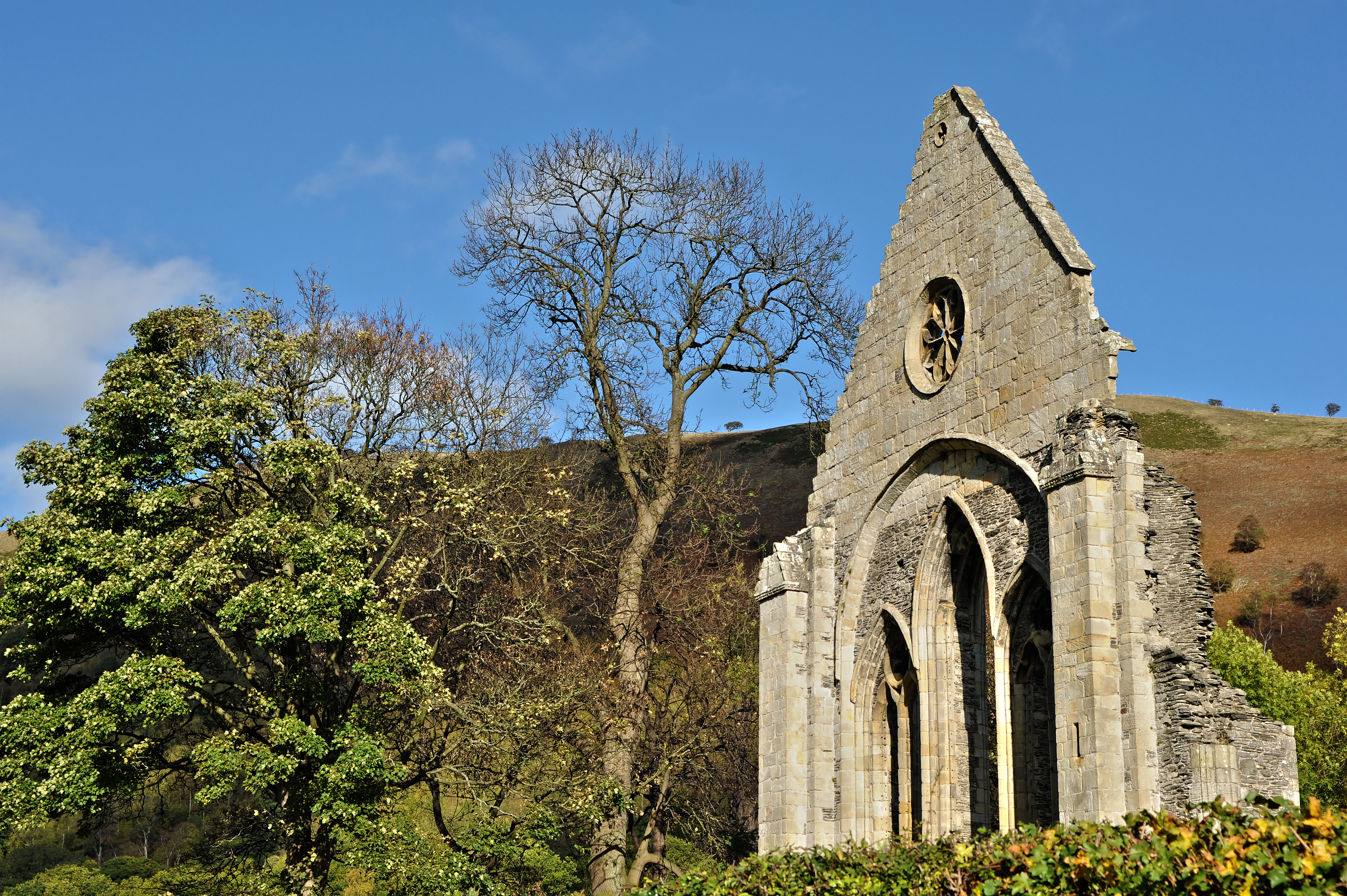
Exterior del extremo oeste